# Brunswick
Brunswick (en alemán: Braunschweig [ˈbʁaʊ̯nʃvaɪ̯k]ⓘ; en bajo sajón: Brunswiek [ˈbrɔˑnsviːk]) es una ciudad alemana situada en el estado de Baja Sajonia. Cuenta con 250.556 habitantes siendo la segunda ciudad más grande del estado por detrás de Hanóver. 
Situada al norte de la cordillera del Harz en el límite navegable del río Oker, que conecta con el mar del Norte a través de los ríos Aller y Weser, fue un poderoso e influyente centro de comercio en el periodo medieval en Alemania, miembro de la Liga Hanseática desde el siglo XIII al siglo XVII y la capital del Ducado de Brunswick hasta su abolición en 1946.

## Historia

### Fundación e historia temprana

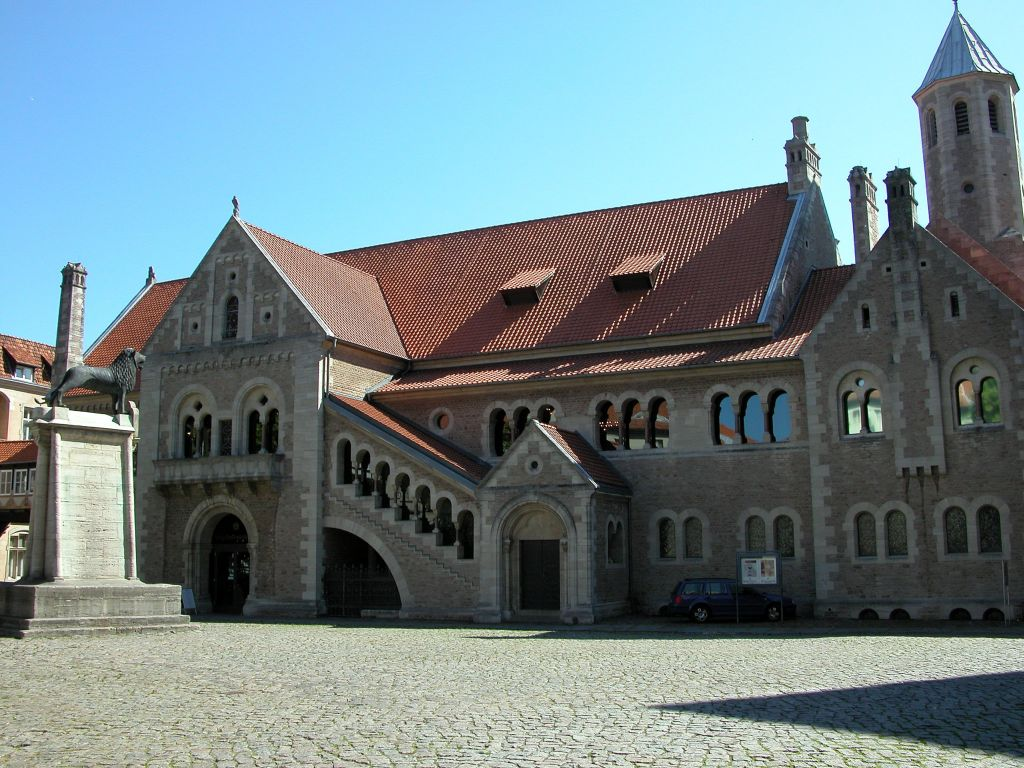
Castillo de Dankwarderode.

Se desconoce la fecha y las circunstancias de la fundación de la ciudad que, de acuerdo a la tradición surgió de la fusión de dos asentamientos, uno fundado por Brun(o), un conde sajón quien murió en 880, a un lado del río Oker - la leyenda da el año 861 para su fundación - y el otro el asentamiento de un legendario Conde Dankward, a cuyo nombre se debe el Castillo de Dankwarderode, que fue reconstruido en el siglo XIX. El nombre original de la ciudad, Brunswik, es una combinación del nombre Bruno y el término bajo sajón wik, que significa el lugar donde los mercaderes descansaban y guardaban su mercancía. El nombre de la ciudad indica, por lo tanto, un buen lugar para descansar porque se encuentra en un vado del río Oker. Otra explicación para el nombre de la ciudad es que proviene de Brand, o 'arder', indicando un lugar que se desarrolló después de que fuera limpiado por el fuego. La ciudad es mencionada por primera vez en documentos de la Iglesia de San Magni desde 1031, que dan a la ciudad el nombre de Brunesguik.

### Edad Media y Edad Moderna
Hasta el siglo XII Brunswick fue gobernada por la familia noble sajona de los Brunónidas, después, a través de matrimonio, cayó a manos de la Casa de Welf. En 1142 Enrique el León de la Casa de Welf se convirtió en Duque de Sajonia e hizo de Brunswick la capital de su Estado (que, desde 1156 en adelante, también incluiría el Ducado de Baviera). Convirtió el Castillo de Dankwarderode, la residencia de los condes de Brunswick, en su propia Pfalz y desarrolló la ciudad para representar su autoridad. Bajo el reinado de Enrique la Catedral de San Blas fue construida y también erigió la estatua de un león, su animal heráldico, en frente del castillo. El león consiguientemente se convirtió en la seña de identidad de la ciudad.

Enrique el León llegó a ser tan poderoso que se atrevió a rechazar la ayuda militar del emperador Federico I Barbarroja lo que llevó a su expulsión en 1182. Enrique fue al exilio en Inglaterra. Previamente había establecido lazos con la Corona inglesa en 1168, a través de su matrimonio con la hija del rey Enrique II de Inglaterra, Matilde, hermana del rey Ricardo Corazón de León. No obstante, su hijo Otón IV, quien recuperaría la influencia y finalmente fue coronado emperador del Sacro Imperio, continuó fomentando el desarrollo de la ciudad.

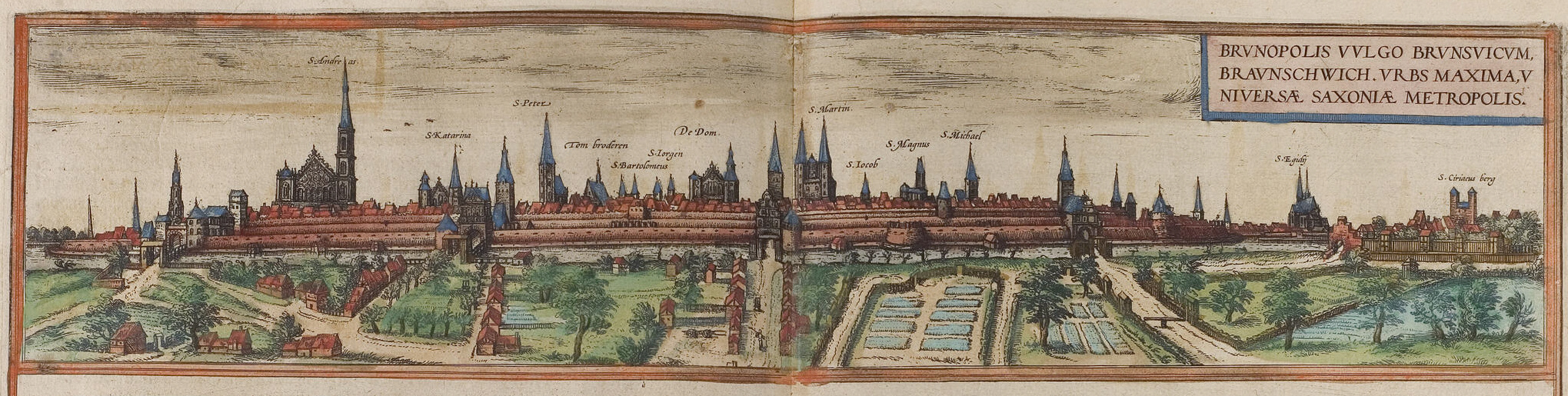
Braunschweig en el, de Civitates orbis terrarum por Georg Braun y Frans Hogenberg.

Durante la Edad Media Brunswick fue un importante centro comercial, uno de los centros económicos y políticos en el norte de Europa y miembro de la Liga Hanseática desde el siglo XIII hasta la mitad del siglo XVII. Para el año 1600, Brunswick era la séptima ciudad más grande de Alemania. Aunque formalmente una de las residencias de los gobernantes del Ducado de Brunswick-Lüneburg, un estado constituyente del Sacro Imperio Romano Germánico, Brunwick era de facto gobernada de forma independiente por una poderosa clase de patricios y gremios a lo largo de gran parte de la Baja Edad Media y el periodo de la Edad Moderna. Por causa del creciente poder de la burguesía medieval de Brunswick, los Príncipes de Brunswick-Wolfenbüttel, quienes gobernaban sobre una de las subdivisiones de Brunswick-Lüneburg, en último término trasladaron su Residencia (Residenz) fuera de la ciudad a la cercana población de Wolfenbüttel en 1432. Los Príncipes de Brunswick-Wolfenbüttel no recuperaron el control sobre la ciudad hasta finales del siglo XVII, cuando el duque Rodolfo Augusto de Brunswick-Wolfenbüttel tomó la ciudad al asedio. En el siglo XVIII Brunswick no era un centro solo político, sino que también cultural. Influidos por la filosofía de la Ilustración, duques como Antonio Ulrico y Carlos I se convirtieron en patrones de las artes y las ciencias. En 1745 Carlos I fundó el Collegium Carolinum, predecesor de la Universidad Técnica de Brunswick, y en 1753 trasladó de nuevo la residencia ducal de regreso a Brunswick. Con esto atrajo a su corte y a la ciudad poetas y pensadores como Lessing, Leisewitz, y Jakob Mauvillon. Emilia Galotti por Lessing el Fausto de Goethe fueron interpretadas por primera vez en Brunswick.

### SiglosXIXyXX
En 1806 la ciudad fue capturada por los franceses durante las guerras napoleónicas y pasó a formar parte del efímero estado napoleónico del Reino de Westfalia en 1807. Después del Congreso de Viena en 1815 Brunswick fue hecha capital del restablecido Ducado de Brunswick independiente, más tarde un estado constituyente del Imperio alemán desde 1871. Durante el siglo XIX la industrialización causó un rápido crecimiento de población en la ciudad, finalmente llevando los límites de la ciudad por primera vez significativamente más allá de las murallas medievales y del río Oker.

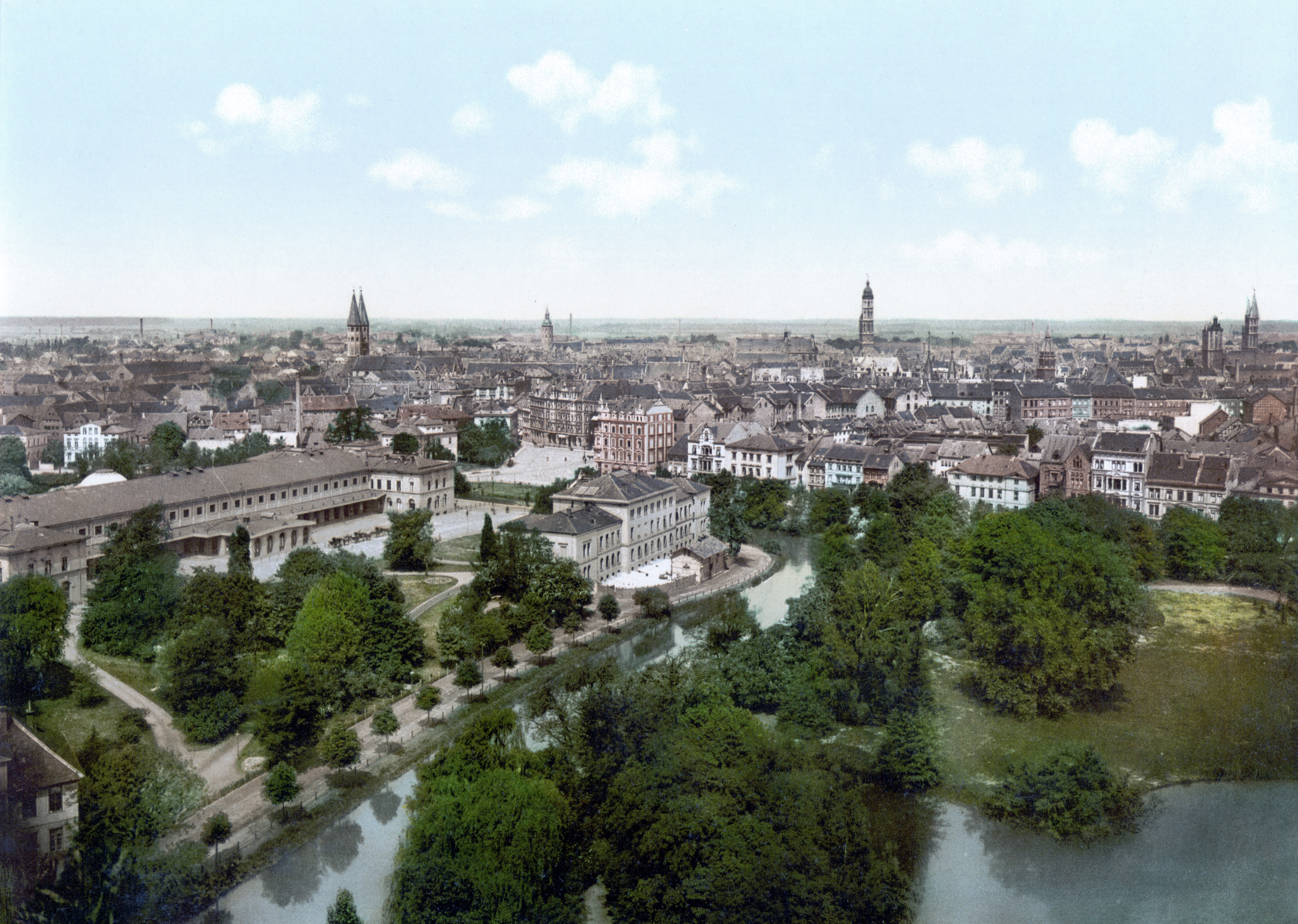
Braunschweig alrededor de 1900.

Al fin de la I Guerra Mundial, el 8 de noviembre de 1918, un consejo obrero socialista forzó al duque Ernesto Augusto a abdicar del trono. El 10 de noviembre el consejo proclamó la República Socialista de Brunswick bajo el gobierno de un partido único, el Partido Socialdemócrata Independiente de Alemania (USPD). Sin embargo, las subsiguientes elecciones del 22 de diciembre de 1918 fueron ganadas por el Partido Socialdemócrata de Alemania (MSPD), y el USPD y MSPD formaron un gobierno de coalición. En 1919 un levantamiento en Brunswick, liderado por la comunista Liga Espartaquista, fue derrotado cuando tropas de los Freikorps bajo el mando de Georg Ludwig Rudolf Maercker, por orden del Ministro de Defensa alemán Gustav Noske, tomaron el control de la ciudad. Consiguientemente, fue establecido un gobierno liderado por el SPD, y en diciembre de 1921 la nueva constitución del Estado Libre de Brunswick, ahora una república parlamentaria dentro de la República de Weimar, otra vez con Brunswick como su capital, fue aprobada.
Durante la II Guerra Mundial miles de trabajadores forzados del Este fueron traídos a la ciudad. Durante los años 1943-1945 al menos 360 niños sustraídos de estos trabajadores murieron en el Entbindungsheim für Ostarbeiterinnen.

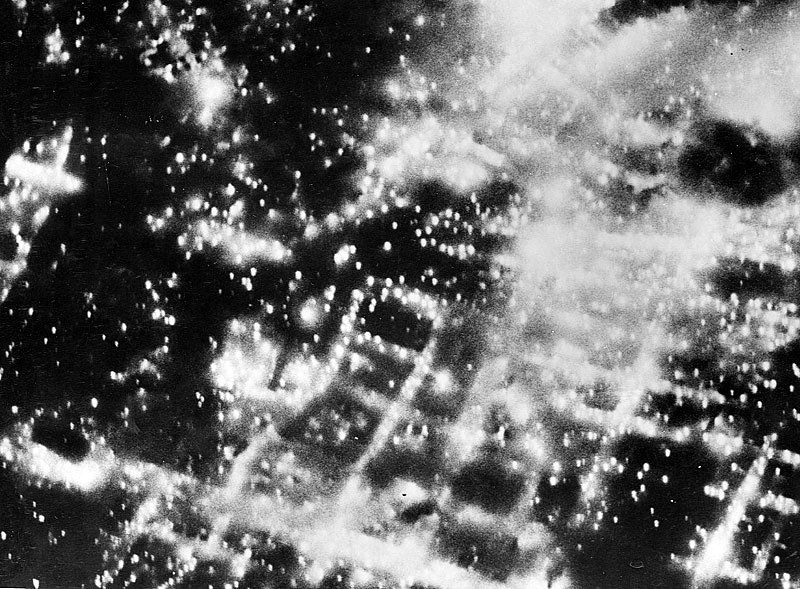
Braunschweig en la noche del 16 de octubre de 1944.

Durante la guerra, Braunschweig fue Cuartel General de subregión (Untergebiet Hauptquartier) del Distrito Militar (Wehrkreis) XI. También fue la ciudad de guarnición de la 31.ª División de Infantería, que tomó parte en las invasiones de Polonia, Bélgica, Francia y Rusia, y que fue mayormente destruida durante la retirada alemana de Rusia. La ciudad fue varias veces dañada en los ataques aéreos anglo-americanos. El raid aéreo del 15 de octubre de 1944 destruyó la mayor parte del centro histórico (Altstadt), que había sido el mayor conjunto de construcciones con entramados de madera en Alemania, incluyendo la mayor parte de las iglesias. La catedral, que había sido convertida en un santuario nacional (en alemán: Nationale Weihestätte) por el gobierno nazi, se mantuvo en pie.

### Periodo de posguerra ysigloXXI
Después de la guerra, Braunschweig cejó como capital cuando el Estado Libre de Brunswick fue disuelto por las autoridades de ocupación Aliadas (la mayor parte de sus territorios fueron incorporados al estado de nueva creación de Baja Sajonia). La catedral fue restaurada a sus funciones como iglesia Protestante. La reconstrucción de la ciudad estuvo diseñada con el propósito de modernizarla y hacerla orientada al automóvil. Una pequeña sección del Altstadt sobrevivió al bombardeo y sigue siendo muy distintiva.
El 28 de febrero de 1974, como parte de una reforma de los distritos de Baja Sajonia, el distrito rural de Brunswick, que rodeaba la ciudad, fue disuelto. La mayor parte del anterior distrito fue incorporado a la ciudad de Brunswick, aumentando su población en aproximadamente 52.000 personas.
En la década de 1990 se incrementaron los esfuerzos por la reconstrucción de edificios históricos que habían sido destruidos en el raid aéreo. Edificios como el Alte Waage (construido originalmente en 1534) y el Braunschweiger Schloss ahora se alzan de nuevo con la gloria que tuvieron antes de la guerra.

## Demografía
| 27 600                     | 35 300 | 39 000 | 75 000 | 100 000 | 128 200 | 146 900 | 196 068 | 223 767 | 269 900 | 253 794 | 239 921 |
| (Fuente: [cita requerida]) |        |        |        |         |         |         |         |         |         |         |         |

## Lugares de interés

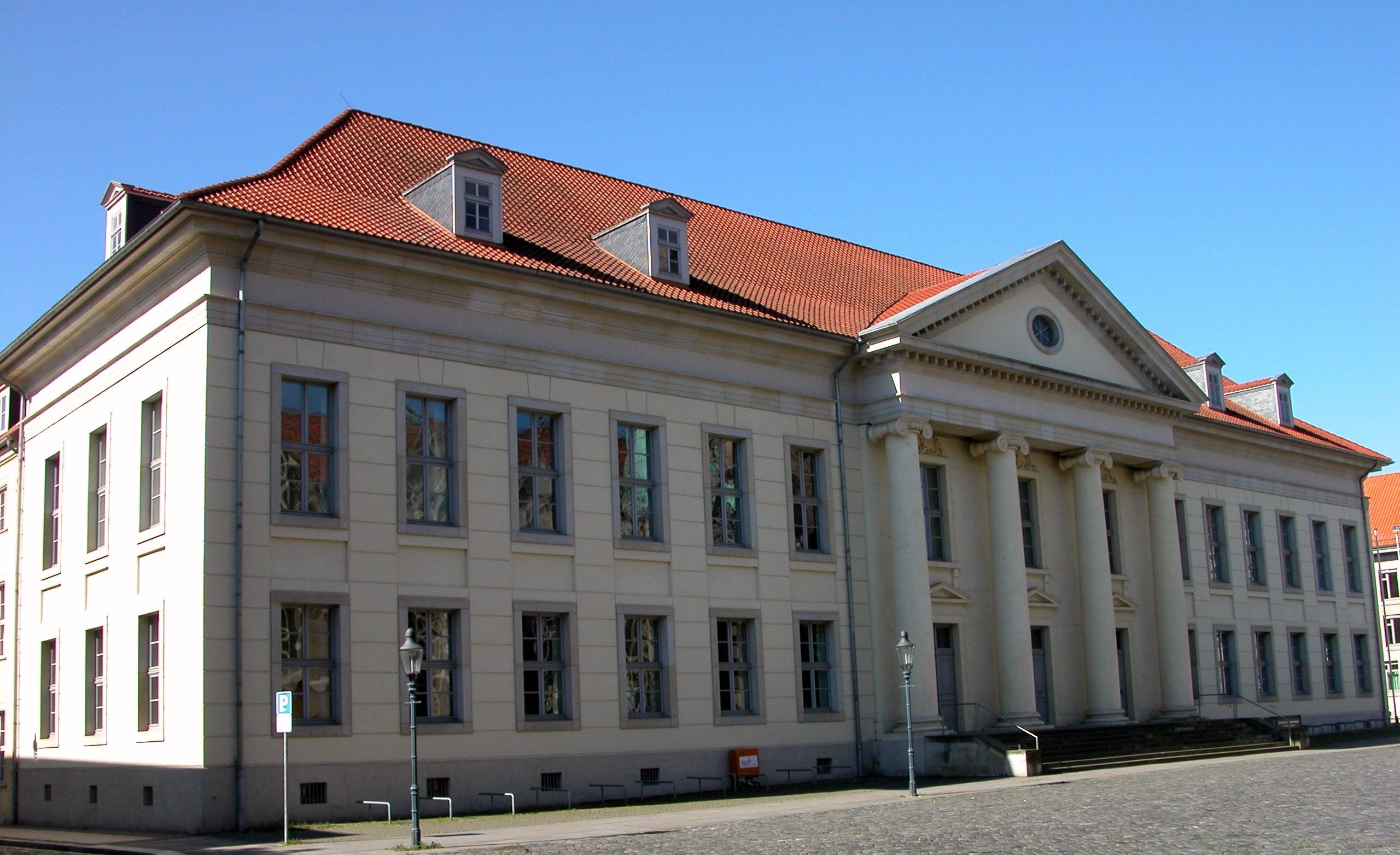
Landschaftliches Haus, Edificio del Parlamento (Landtag) del Ducado y del Estado Libre de Brunswick.

- Landschaftliches Haus, Edificio del Parlamento (Landtag) del Ducado y del Estado Libre de Brunswick.El Burgplatz (Plaza del Castillo), comprende un grupo de construcciones de gran significado histórico y cultural: la Catedral (dedicada a San Blas, construida a fines del siglo XII), el Burg Dankwarderode (Castillo de Dankwarderode) (una reconstrucción del siglo XIX del antiguo castillo de Enrique el León), el Ayuntamiento neogótico (construido entre 1893-1900), así como algunas casas pintorescas con entramados de madera, como el Gildehaus (Casa de los Gremios), en la actualidad sede de la Asociación de Artesanos. En el centro de la plaza se erige una copia del Burglöwe (León de Brunswick), una estatua románica de un León, fundida en bronce en 1166. La estatua original puede verse en museo del Castillo de Dankwarderode. En la actualidad el león se ha convertido en el verdadero símbolo de Braunschweig.Catedral de Brunswick dedicada a San Blas, con la estatua del león.

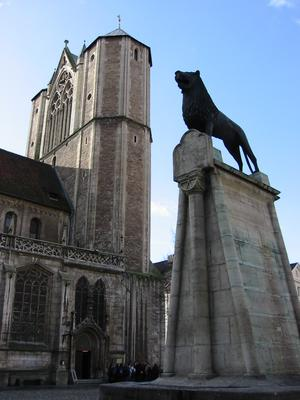
Catedral de Brunswick dedicada a San Blas, con la estatua del león.

- El Altstadtmarkt ("Mercado de la Ciudad Antigua"), rodeado del ayuntamiento de la ciudad antigua (construido entre finales del siglo XIII y principios del siglo XV en estilo gótico), y la Martinikirche (Iglesia de San Martín, de 1195), con importantes casas históricas, incluyendo el Gewandhaus (la antigua casa del gremio de draperos, construida en algún momento antes de 1268) y el Stechinelli-Haus (construido en 1690) y una fuente de 1408.
- El Kohlmarkt ("mercado del carbón"), un mercado con muchas construcciones históricas y una fuente de 1869.
- El Hagenmarkt ("Mercado de Hagen"), con la Katharinenkirche (Iglesia de Santa Catalina del siglo XIII y la Heinrichsbrunnen ("Fuente de Enrique el León") de 1874.
- El Magniviertel (Barrio de San Magnus), un recuerdo del viejo Braunschweig, cubierto de calles adoquinadas, pequeñas tiendas y cafés, centrado alrededor de la Magnikirche (Iglesia de San Magnus) del siglo XIII. Aquí también se halla la Rizzi-Haus, muy distintivo, un edificio de oficinas muy característico diseñado por el arquitecto James Rizzi para la Expo 2000.
- La Andreaskirche (Iglesia de San Andrés), de estilo románico y gótico, construida entre los siglos siglo XIII y XVI con vidrieras de Charles Crodel. Rodeando la iglesia se encuentra la Liberei, el edificio-biblioteca independiente más antiguo de Alemania en llegar a nuestros días,[19][20] y la reconstruida Alte Waage.
- La gótica Aegidienkirche (Iglesia de San Giles), construido en el siglo XIII, con un monasterio adjunto, que hoy en día es un museo
- El Staatstheater (Teatro del Estado), construido de nuevo en el siglo XIX, se remonta al primer teatro público en ser erigido en Alemania, fundado en 1690 por el duque Antonio Ulrico.
- El palacio ducal de Braunschweig fue bombardeado en la II Guerra Mundial y demolido en 1960. El exterior fue reconstruido para contener un museo del palacio y un centro comercial, que abrió en 2007.
- El palacio barroco Schloss Richmond ("Palacio Richmond"), construido entre 1768 y 1769 rodeado de un jardín inglés realizado por la Princesa Augusta de Gran Bretaña, esposa del Duque Carlos Guillermo Fernando de Brunswick-Wolfenbüttel, para recordar su hogar natal en Inglaterra.
- Abadía de Riddagshausen (en alemán: Kloster Riddagshausen), un antiguo monasterio cisterciense, con una reserva natural y un arboretum a su alrededor. La reserva natural Riddagshäuser Teiche está calificada como Área importante para aves[21] y Zona de especial protección.[22]

|                                                             |
| Burgplatz, con el Castillo, Catedral, león, y Ayuntamiento. |

|                                                                     |
| León de Brunswick, original en exposición en el museo del castillo. |

|              |
| Ayuntamiento |

|                                                      |
| Veltheimsches Haus (izquierda) y Gildehaus (derecha) |

|            |
| Gewandhaus |

|                                                                                    |
| Altstadtmarkt, con el antiguo Ayuntamiento (izquierda), fuente y Stechinelli-Haus. |

|                       |
| Iglesia de San Martín |

|                           |
| Altstadt ("Ciudad vieja") |

|                          |
| Edificio en el Kohlmarkt |

|                                                       |
| Iglesia de Santa Catalina y Fuente de Enrique el León |

|                       |
| Iglesia de San Magnus |

|              |
| Magniviertel |

|                   |
| Happy Rizzi House |

|               |
| Andreaskirche |

|            |
| Alte Waage |

|                      |
| Iglesia de San Giles |

|                   |
| Teatro del Estado |

|                                                |
| Exterior reconstruido del Palacio de Brunswick |

|                                        |
| Schloss Richmond (Palacio de Richmond) |

|                         |
| Abadía de Riddagshausen |

### Parques y jardines
Los parques y jardines en la ciudad incluyen el jardín botánico Botanischer Garten der Technischen Universität Braunschweig, fundado en 1840 por Johann Heinrich Blasius, el Bürgerpark, el Löwenwall con un obelisco de 1825, el Prinz-Albrecht-Park (Parque Príncipe Alberto), y el Inselwallpark. Otros parques y áreas recreativas son el Stadtpark, Westpark, Theaterpark, Museumpark, Heidbergsee, Südsee, Ölpersee, y zoológico Arche Noah Zoo Braunschweig.
|                    |
| Botanischer Garten |

|            |
| Bürgerpark |

|           |
| Löwenwall |

|               |
| Inselwallpark |

## División administrativa

### Subdivisiones
Braunschweig se compone de 19 distritos (en alemán: Stadtbezirke), que a su vez pueden subdividirse en varios barrios (en alemán: Stadtteile). cada uno de ellos. Los 19 distritos, con su numeración oficial son:
| - 112: Wabe-Schunter-Beberbach1 - 113: Hondelage - 114: Volkmarode - 120: Östliches Ringgebiet - 131: Innenstadt - 132: Viewegs Garten-Bebelhof | - 211: Stöckheim-Leiferde - 212: Heidberg-Melverode - 213: Südstadt-Rautheim-Mascherode - 221: Weststadt - 222: Timmerlah-Geitelde-Stiddien - 223: Broitzem - 224: Rüningen | - 310: Westliches Ringgebiet - 321: Lehndorf-Watenbüttel - 322: Veltenhof-Rühme - 323: Wenden-Thune-Harxbüttel - 331: Nordstadt - 332: Schunteraue |

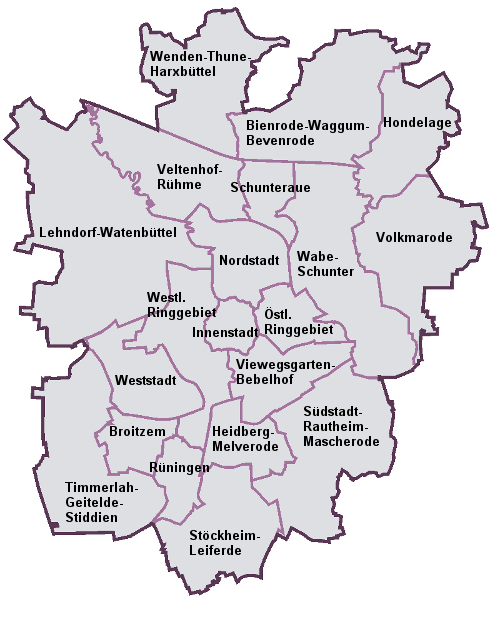
Distritos de Braunschweig
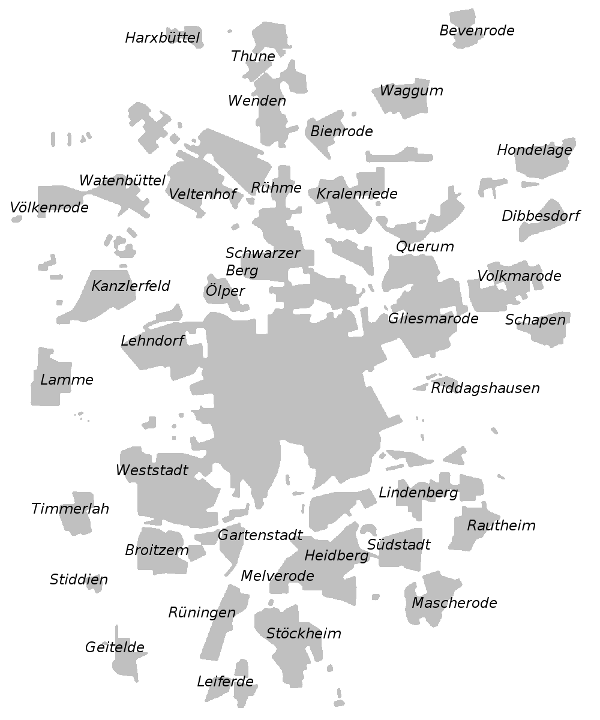
Stadtteile de Braunschweig
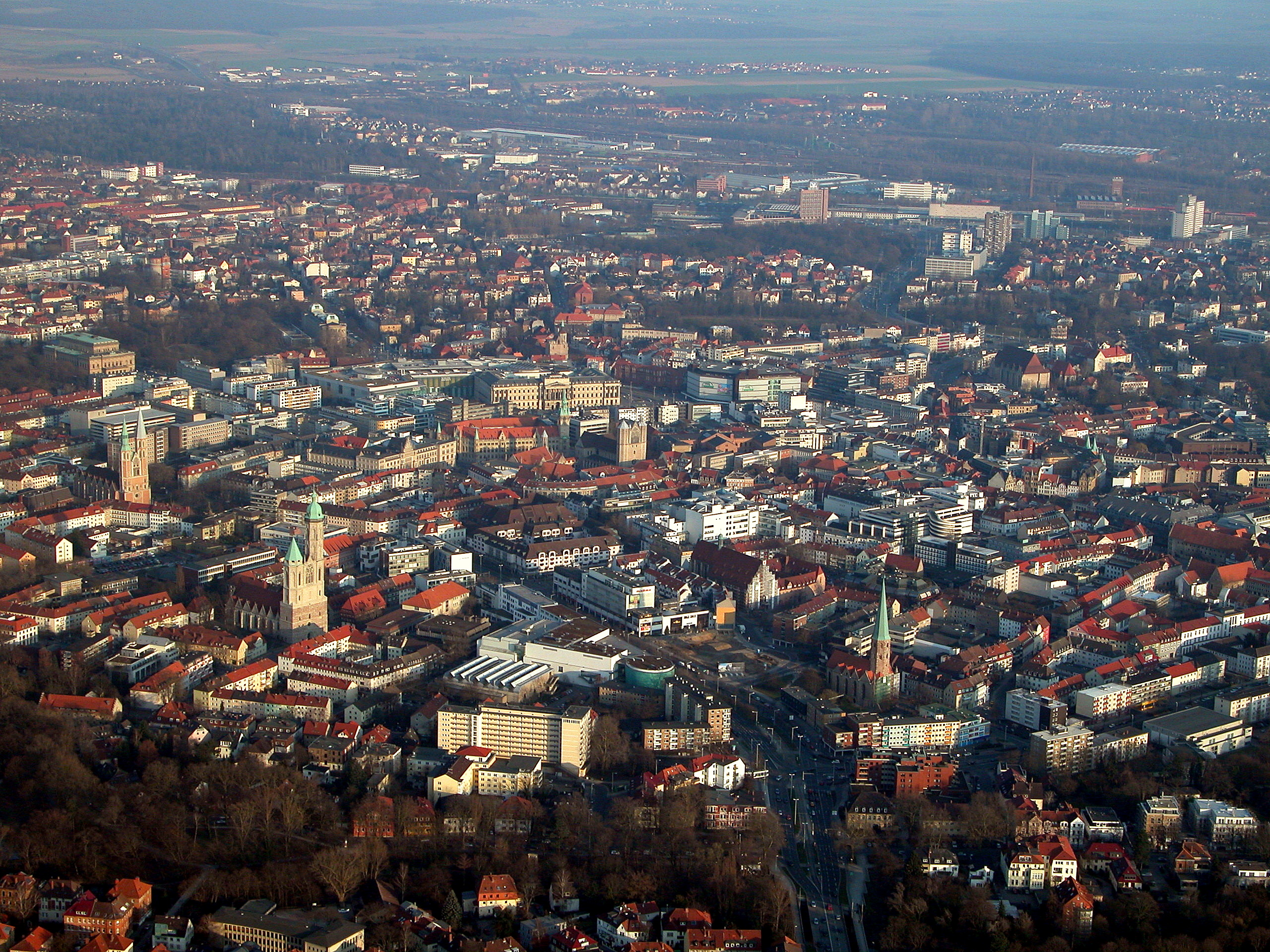
Innenstadt
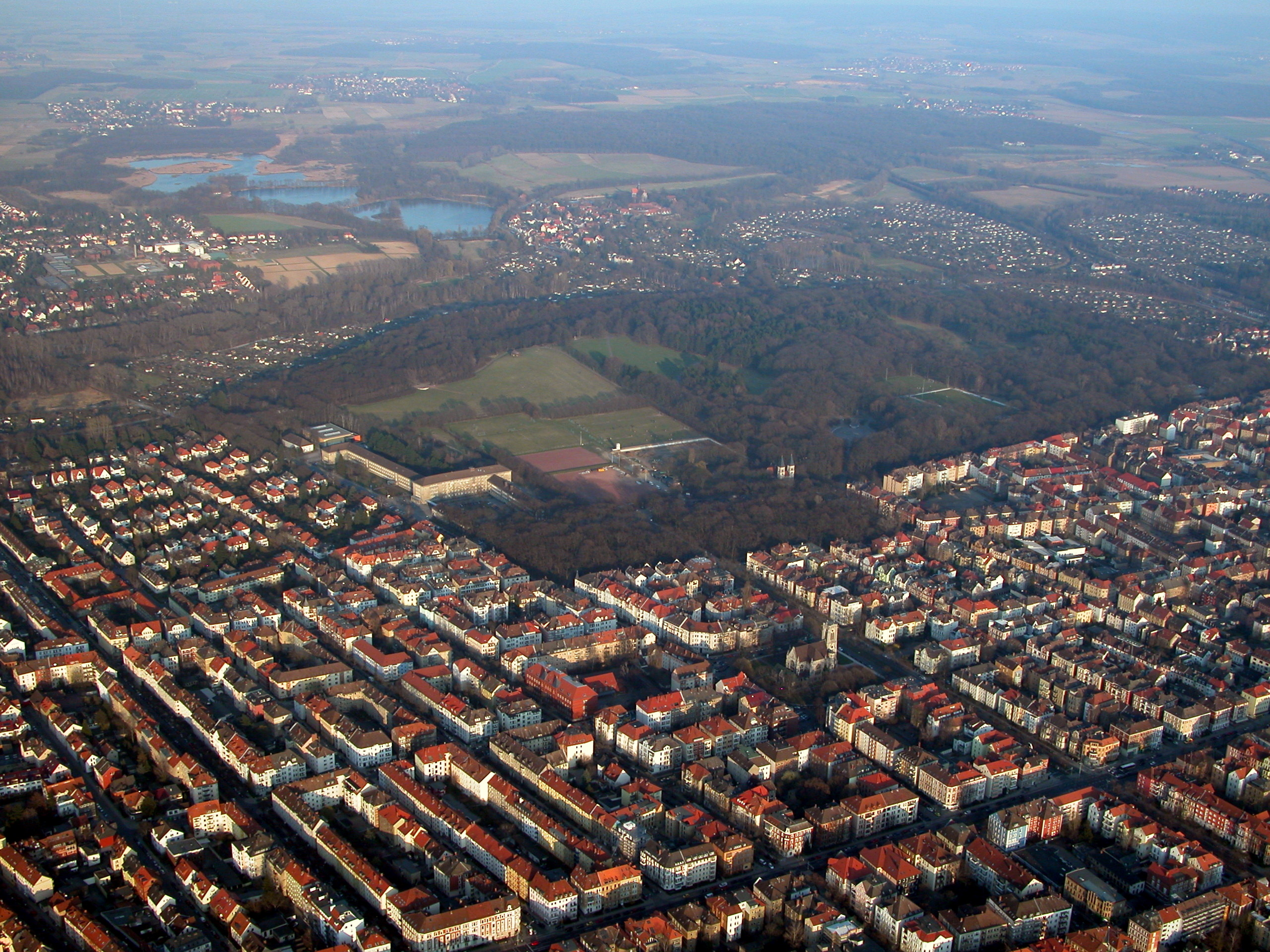
Östliches Ringgebiet
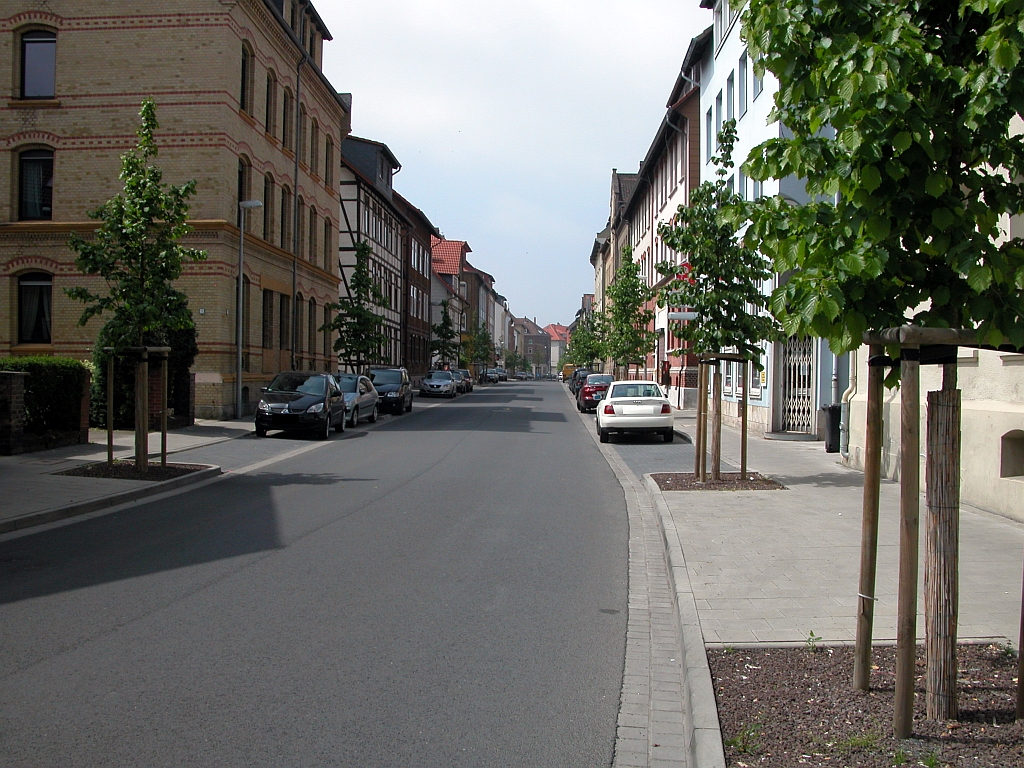
Westliches Ringgebiet
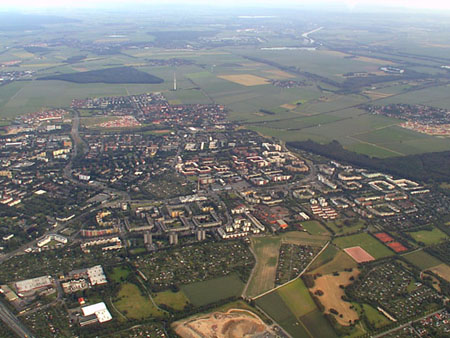
Weststadt
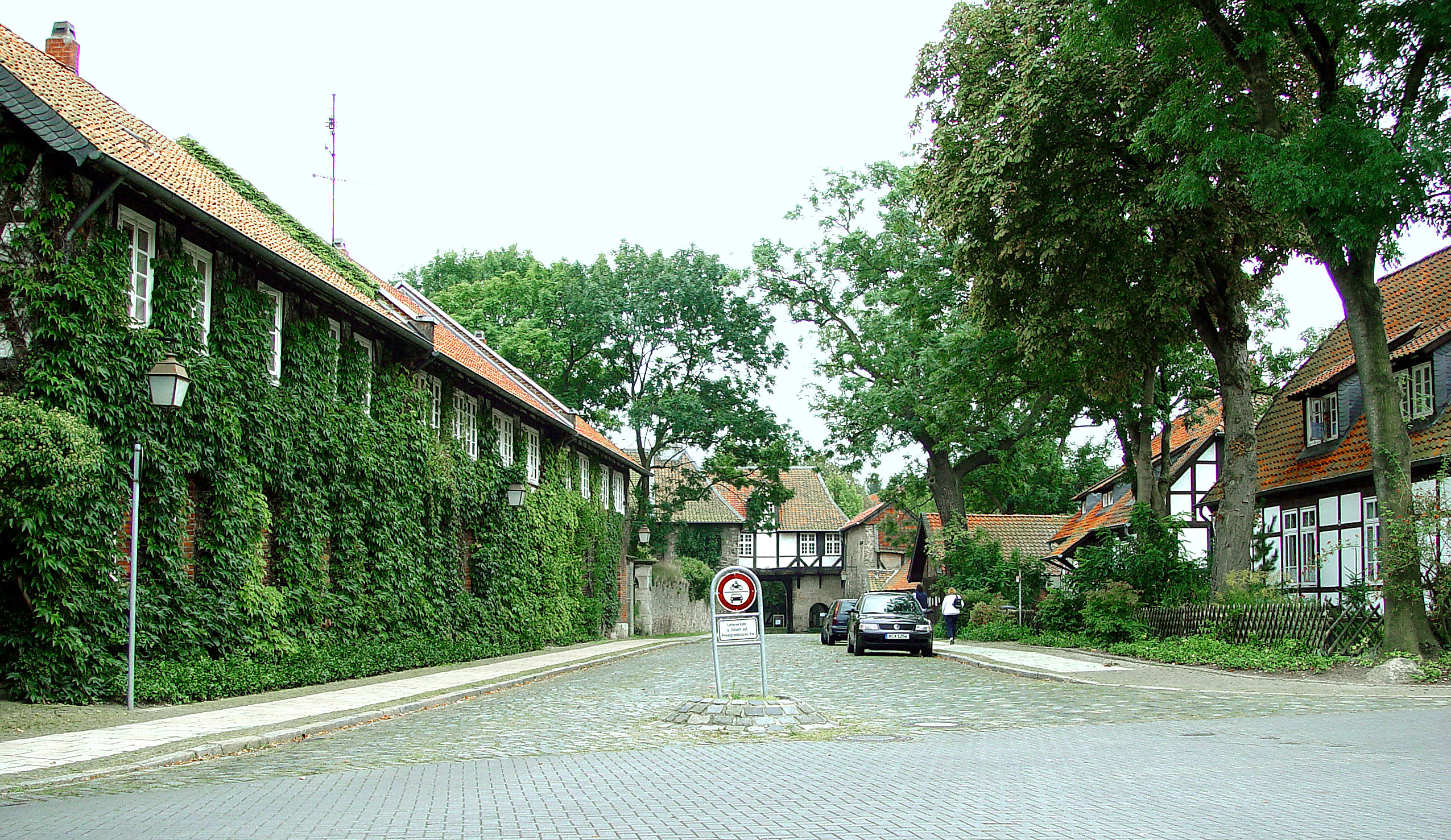
Riddagshausen (Wabe-Schunter-Beberbach)

1Formado en 2011 de los anteriores distritos de Wabe-Schunter y Bienrode-Waggum-Bevenrode.

### Consejo de la Ciudad
El consejo de la ciudad está constituido por las fracciones de los diferentes partidos (54 asientos) y el alcalde, quien es elegido directamente, con un asiento.
El actual[¿cuándo?] alcalde de Braunschweig es Ulrich Markurth (SPD).
Resultados para las elecciones locales de 11 de septiembre de 2011:
| Partido                       | Concejales | Votos (%) | Votos   |
| ----------------------------- | ---------- | --------- | ------- |
| CDU                           | 21         | 38,2%     | 108.529 |
| SPD                           | 16         | 29,5%     | 83.965  |
| Bündnis 90/Die Grünen         | 9          | 17,4%     | 49.357  |
| Bürgerinitiative Braunschweig | 3          | 4,8%      | 13.649  |
| PIRATEN                       | 2          | 3,9%      | 11.209  |
| Die Linke                     | 2          | 3,5%      | 10.044  |
| FDP                           | 1          | 2,1%      | 5.959   |

Participación electoral: 49.4%.

## Economía
Braunschweig fue uno de los centros de industrialización del norte de Alemania. Durante los siglos XIX y XX las industrias de envasado y del ferrocarril y la producción de azúcar tuvieron gran importancia para la econocmía de Brunswick, aunque finalmente otras ramas económicas como la industria del automóvil se convirtieron en más importantes, mientras que las industrias primitivas, especialmente la industria de envasados, empezaron a marchar de la ciudad después del fin de la II Guerra Mundial. El desaparecido fabricante de camiones y autobuses Büssing tenía su sede central en Braunschweig. Las fábricas actuales de la ciudad incluyen a Volkswagen, Siemens, Bombardier Transportation, y Bosch.
La marca de moda NewYorker, la editorial Westermann Verlag, Nordzucker, Volkswagen Financial Services y Volkswagen Bank también tienen su sede en la ciudad. También dos importantes compañías ópticas tenían sede en Braunschweig, Voigtländer y Rollei.
Durante la década de 1980 y principios de 1990 las compañías informáticas Atari y Commodore International tenían ambas filiales para el desarrollo y producción en la ciudad.

### Ciencia e investigación

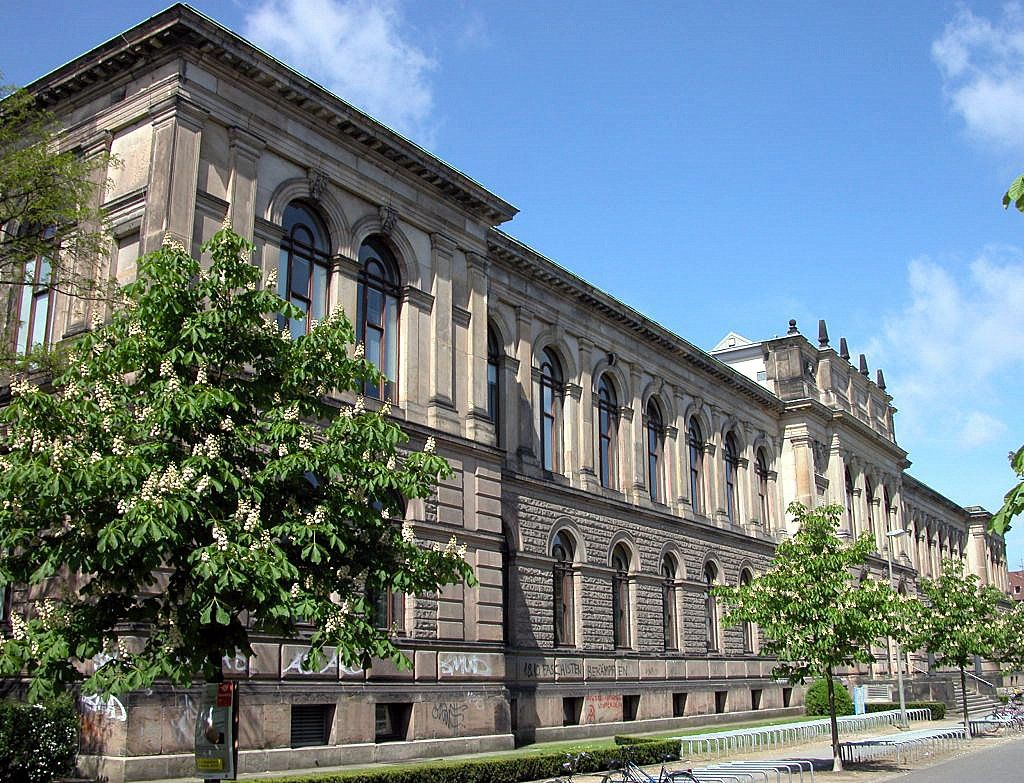
Universidad Técnica de Brunswick.

Braunschweig ha sido una importante área industrial. En la actualidad es conocida por su universidad e institutos de investigación, principalmente el Johann Heinrich von Thuenen Institute, el Julius Kühn-Institut y el Instituto para la Alimentación Animal del Instituto Friedrich Loeffler. 
El Physikalisch-Technische Bundesanstalt (PTB) en Braunschweig conserva el reloj atómico responsable de la señal horaria DCF77 y el tiempo oficial alemán. En 2006 la región de Brunswick se carecterizó por ser la región con mayor peso en I+D en todo el Espacio Económico Europeo con una inversión del 7,1% de su PIB en investigación & tecnología. También fue nombrada Ciudad de la Ciencia en Alemania en 2007 (del alemán: Stadt der Wissenschaft 2007).

## Educación
También en Braunschweig se sitúa el Martino-Katharineum, una escuela de educación secundaria fundada en 1415. Tuvo alumnos tan famosos como Carl Friedrich Gauss, Hoffmann von Fallersleben, Richard Dedekind y Louis Spohr. Desde 2004, Braunschweig también tiene una Escuela Internacional. Otras escuelas secundarias notables son el Gymnasium Gaussschule, Gymnasium Kleine Burg, Hoffmann-von-Fallersleben-Schule Braunschweig, Integrierte Gesamtschule Franzsches Feld y el Wilhelm-Gymnasium.
La única universidad de arte en Baja Sajonia, fundada en 1963, puede encontrarse en Braunschweig, la Hochschule für Bildende Künste Braunschweig. Además, uno de los campus de la Universidad de Ostfalia de Ciencias Aplicadas (en alemán: Ostfalia Hochschule für angewandte Wissenschaften) se halla en la ciudad.

## Nombre
Muchas otras localizaciones geográficas reciben su nombre en referencia a la ciudad, tales como por ejemplo Nuevo Brunswick en Canadá, debido a la unión personal del Electorado de Brunswick-Luneburgo (o Electorado de Hanóver) con Gran Bretaña desde 1714 hasta 1837 (véase Casa de Hanóver, también referida como Casa de Brunswick, línea de Hanóver). Para una lista de lugares cuyo nombre proviene de la ciudad véase Brunswick (desambiguación).

## Oficinas gubernamentales
En la ciudad se localizan las oficinas del Luftfahrt-Bundesamt (LBA, "Oficina de Aviación Federal") y el Centro Federal Alemán de Investigación de Accidentes Aéreos (BFU).

## Cultura

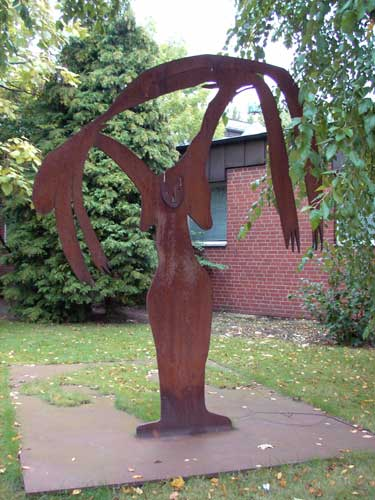
Piëta, de Menashe Kadishman, Braunschweig.

Braunschweig es famoso por Till Eulenspiegel, un bufón medieval que gastó muchas bromas a sus ciudadanos. A lo largo de su historia hubo aquí muchas bebidas, y todavía existe un peculiar tipo de cerveza llamada Mumme, citada por primera vez en 1390, un extracto de malta que fue comerciada por todo el mundo. Dos importantes productores de bebidas todavía producen en Braunschweig, Hofbrauhaus Wolters, fundado en 1627, y el anterior Feldschlößchen, fundado originalmente en 1871, ahora operada por Oettinger.
El Braunschweiger Mettwurst también recibe el nombre de la ciudad.

### Medios de comunicación
El mayor periódico local de Braunschweig es el Braunschweiger Zeitung, publicado por primera vez en 1946. Los diarios antiguamente publicados en Brunswick incluyeron al Braunschweigische Anzeigen/Braunschweigische Staatszeitung (1745-1934), el Braunschweigische Landeszeitung (1880-1936) y el Braunschweiger Stadtanzeiger/Braunschweiger Allgemeiner Anzeiger (1886-1941), y el social-demócrata Braunschweiger Volksfreund (1871-1933).
Cerca de Braunschweig, en Cremlingen-Abbenrode, existe un importante transmisor de radio de onda media larga, que transmite el programa Deutschlandfunk en 756 kHz.

### Festivales
Schoduvel, una forma de carnaval medieval del Norte de Alemania era celebrado en Brunswick desde una edad tan temprana como el siglo XIII. Desde 1979 se celebra el desfile anual Rosenmontag en Braunschweig, el mayor en el Norte de Alemania, que recibe el nombre Schoduvel en honor de la costumbre medieval.
El mercado de Navidad anual Weihnachtsmarkt se celebra desde finales de noviembre y diciembre en la Burgplatz en el centro de Braunschweig. En 2008 el mercado tuvo 900.000 visitantes.

### Museos y galerías

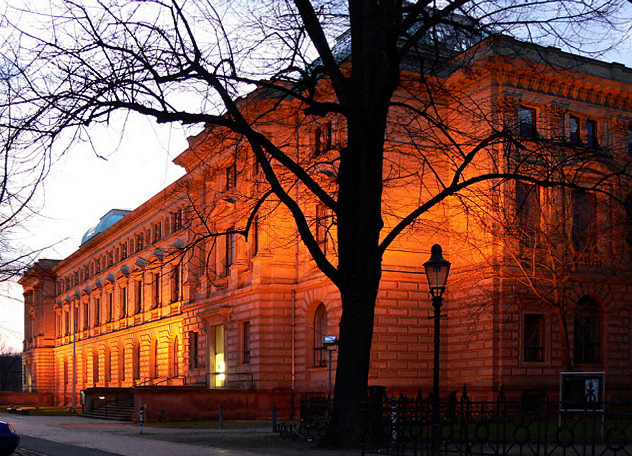
Herzog Anton Ulrich Museum.

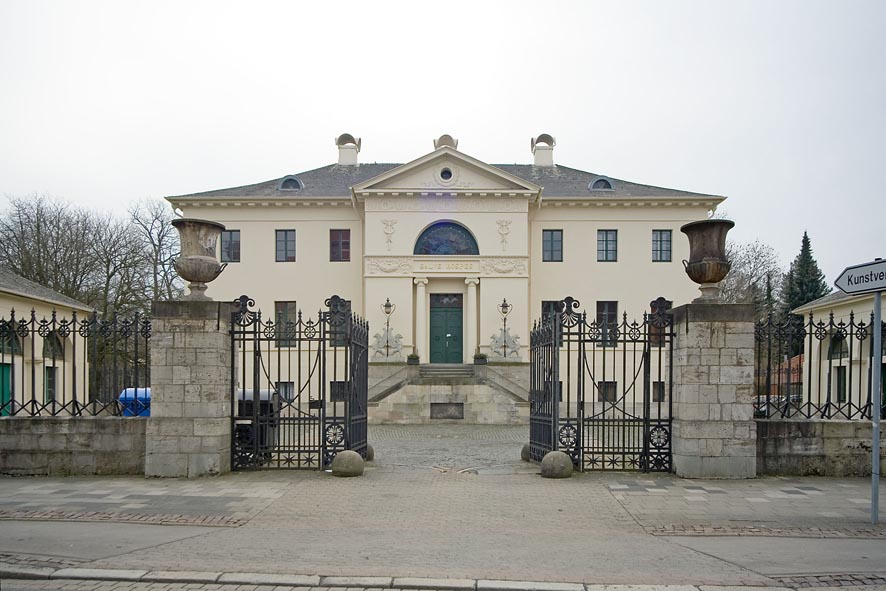
Villa Salve Hospes.

El museo más importante de la ciudad es el Herzog Anton Ulrich-Museum, un bien conocido museo de arte y el más antiguo museo público en Alemania, fundado en 1754. Alberga una colección de maestros de arte Occidental, incluyendo Dürer, Giorgione, Cranach, Holbein, Van Dyck, Vermeer, Rubens, y Rembrandt. 
El Museo del Estado de Brunswick (Braunschweigisches Landesmuseum), fundado en 1891, alberga una colección permanente que documenta la historia de la región de Brunswick desde la historia temprana hasta el presente.
El Museo Municipal de Brunswick (Städtisches Museum Braunschweig), fundado en 1861, es un museo para la historia del arte y de la cultura, y documenta la historia de la ciudad de Braunschweig.
El Museo de Historia Natural de Brunswick es un museo de zoología fundado en 1754.
Otros museos en la ciudad incluyen el Museo de Fotografía (Museum für Photographie), el Museo Judío (Jüdisches Museum), el Museo de Tecnología Agrícola Gut Steinhof, y el Gerstäcker-Museum. También son frecuentes exhibiciones de arte contemporáneo por la Sociedad de Arte de Braunschweig (en alemán: Kunstverein Braunschweig), que tienen lugar en la Villa Salve Hospes, una villa clasicista construida entre 1805 y 1808.

### Música y danza
El Braunschweig Classix Festival era un festival anual de música clásica. Era el mayor promotor de música clásica en la región y uno de los más prominentes festivales de música en Baja Sajonia.
Desde 2001 hasta 2009, y otra vez desde 2013, las finales anuales de la competición internacional de breakdance con sus características Battles of the Year han tenido lugar en el the Volkswagen Halle en Braunschweig.
Braunschweiger TSC se encuentra entre los principales equipos de baile de formación y ha ganado múltiples títulos en campeonatos mundiales y europeos.

### Deportes

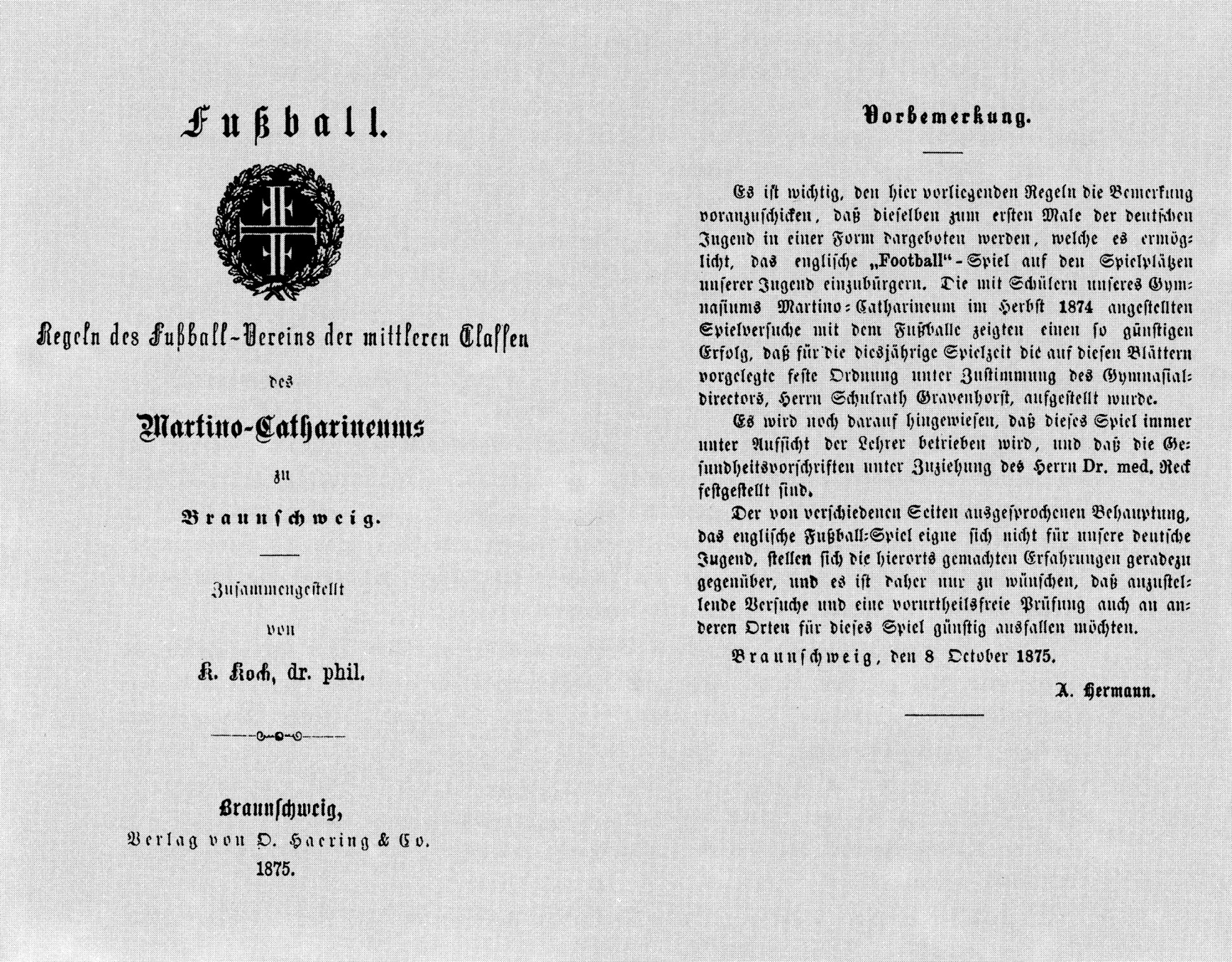
La primera versión en alemán de las normas del fútbol por Konrad Koch.

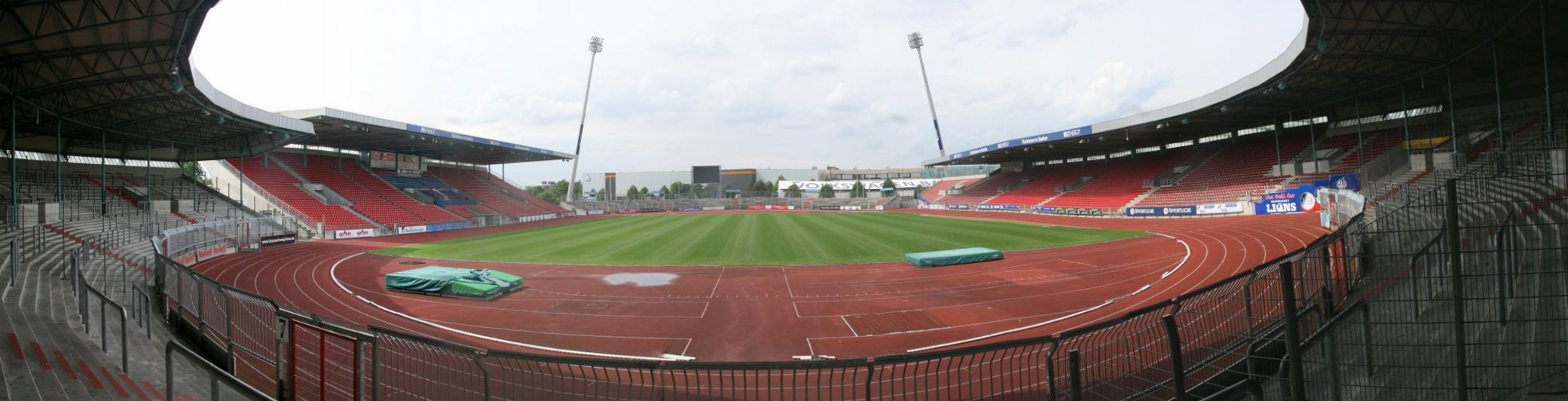
Eintracht-Stadion, el estadio del club Eintracht Braunschweig de la 2. Bundesliga alemana.

El principal club local de fútbol de Braunschweig es el Eintracht Braunschweig. Fundado en 1895, el Eintracht Braunschweig actualmente compite en la 2. Bundesliga, la segunda división del fútbol alemán, y disputa sus encuentros de local en el Eintracht-Stadion cuyo aforo supera los 25 500 espectadores. Brunswick también fue, podría decirse, la primera ciudad en Alemania donde tuvo lugar el juego del fútbol. Este deporte fue llevado al país por un profesor de una escuela local, Konrad Koch, también el primero en poner por escrito una versión en alemán de las reglas del fútbol, quien organizó el primer partido entre sus alumnos de la escuela Martino-Katharineum en 1874. La película alemana de 2011 Unidos por un sueño está basada en la historia de Koch.
Los New Yorker Lions (anteriormente Braunschweig Lions) son el equipo de fútbol americano de la ciudad, que han ganado un número récord de nueve veces el campeonato alemán, así como dos Eurobowls.
El equipo de baloncesto profesional de la ciudad, el Löwen Braunschweig, juega en la Basketball Bundesliga, la liga de mayor nivel en Alemania. El equipo filial SG Braunschweig juega en la liga de tercera división Pro B. El equipo femenino de baloncesto del Eintracht Braunschweig juega en la 2. Damen-Basketball-Bundesliga, la segunda división de baloncesto femenino en Alemania.
Otros deportes que Braunschweig tiene o ha tenido equipos en la 1.ª o 2ª división de la Bundesliga incluyen el béisbol (Spot Up 89ers), hockey hierba (Eintracht Braunschweig y Braunschweiger THC), balonmano hierba (Eintracht Braunschweig), balonmano (MTV Braunschweig y SV Süd Braunschweig), hockey hielo (Eintracht Braunschweig), rugby (Welfen SC Braunschweig), voleibol (USC Braunschweig), y waterpolo (Eintracht Braunschweig).
Los eventos deportivos anuales que tienen lugar en Braunschweig incluyen el torneo ecuestre internacional Löwen Classics, Rund um den Elm, la decana en Alemania de las competiciones de ciclismo en ruta, y el torneo profesional de tenis Sparkassen Open.

## Ciudades hermanadas
Braunschweig está hermanada con:
| - Bandung, Indonesia (desde 1960) - Nimes, Francia (desde 1962) - Bath, Reino Unido (desde 1971) | - Susa, Túnez (desde 1980) - Qiryat Tivon, Israel (since 1985/1986) - Magdeburgo, Alemania (desde 1987) | - Kazán, Federación Rusa (desde 1988) - Omaha, EE. UU. (desde 1992) - Zhuhai, China (desde 2011) |

## Medio ambiente

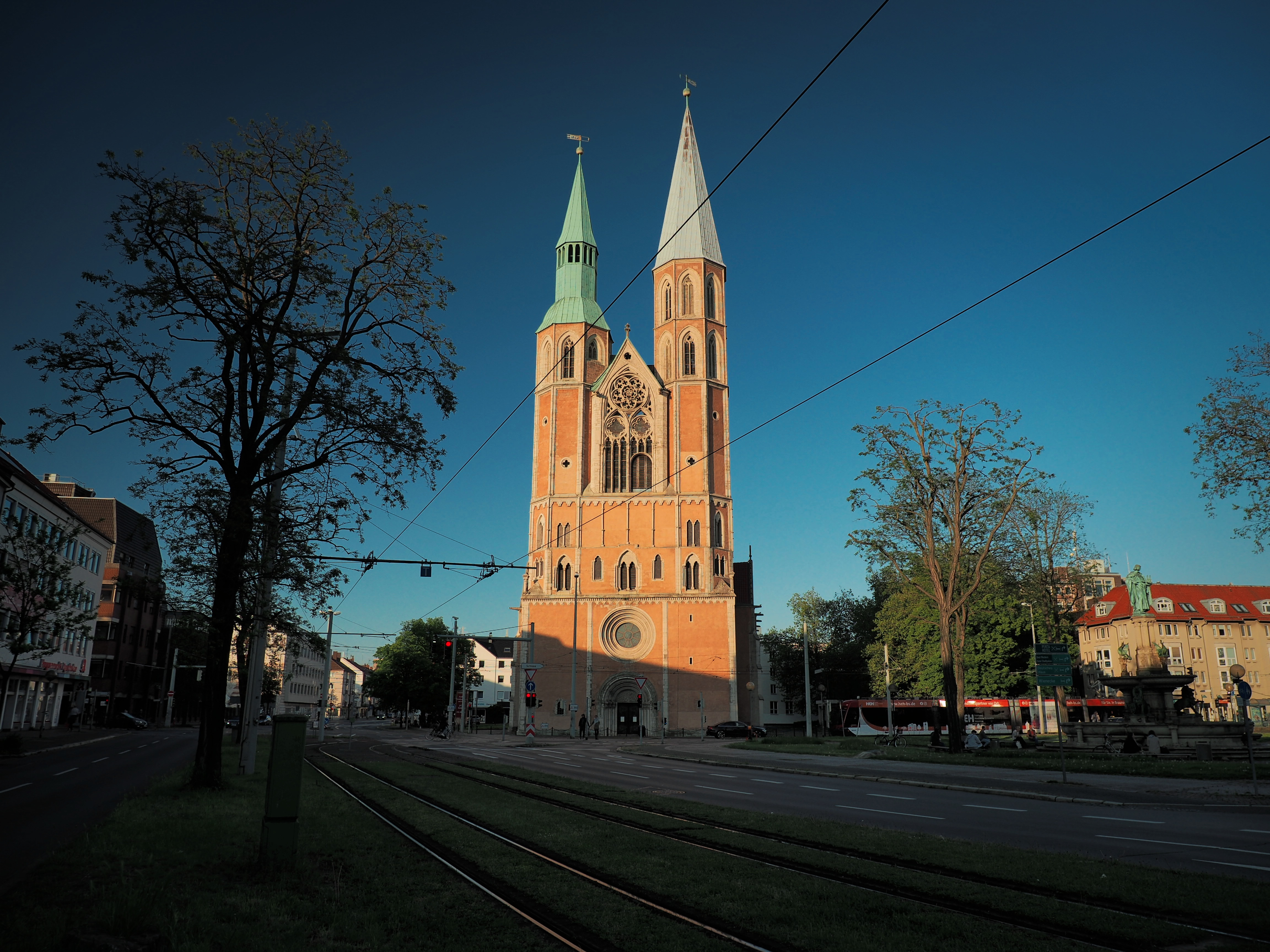
Iglesia de Santa Catalina.

La Universidad Técnica de Brunswick estudia si se pueden reformar los edificios viejos para que alcancen el estándar actual, y así obtener un resultado medioambiental adecuado. Entre los proyectos se hallan el edificio nuevo del Ayuntamiento de Brunswick y la iglesia evangélica en Berlín.
Por otra parte, la Unión Europea (UE) subvenciona con 3 millones de euros el proyecto NANOIMPRINT del Instituto Alemán de Investigación Agrícola (FAL) en Brunswick. El proyecto busca obtener materias primas renovables a partir de desechos por medio de procesos biotecnológicos.